# Tiên kiếm kỳ hiệp
Tiên kiếm kỳ hiệp (giản thể: 仙剑奇侠传; phồn thể: 仙劍奇俠傳; bính âm: Xiān Jiàn Qí Xiá Zhuàn) là một bộ phim Trung Quốc được hãng phim Ảnh thị Thượng Hải sản xuất năm 2005. Bộ phim được trình chiếu lần đầu tiên trên kênh CTV và CBG của Đài Loan và Trung Quốc vào tháng 1 năm 2005 . Bộ phim được chuyển thể từ trò chơi nhập vai Tiên kiếm kỳ hiệp, một trò chơi điện tử rất nổi tiếng. Phần tiếp theo của phim, Tiên kiếm kỳ hiệp 3, đã được phát sóng vào năm 2009.